# YES1
تیروزین پروتئین کیناز پروتو-اونکوژنِ Yes (انگلیسی: Proto-oncogene tyrosine-protein kinase Yes) یک پروتئین است که در انسان توسط ژن «YES1» کُدگذاری می‌شود.
ژن یادشده بر روی کروموزوم ۱۸ قرار دارد.